# Lex de Imperio Vespasiani

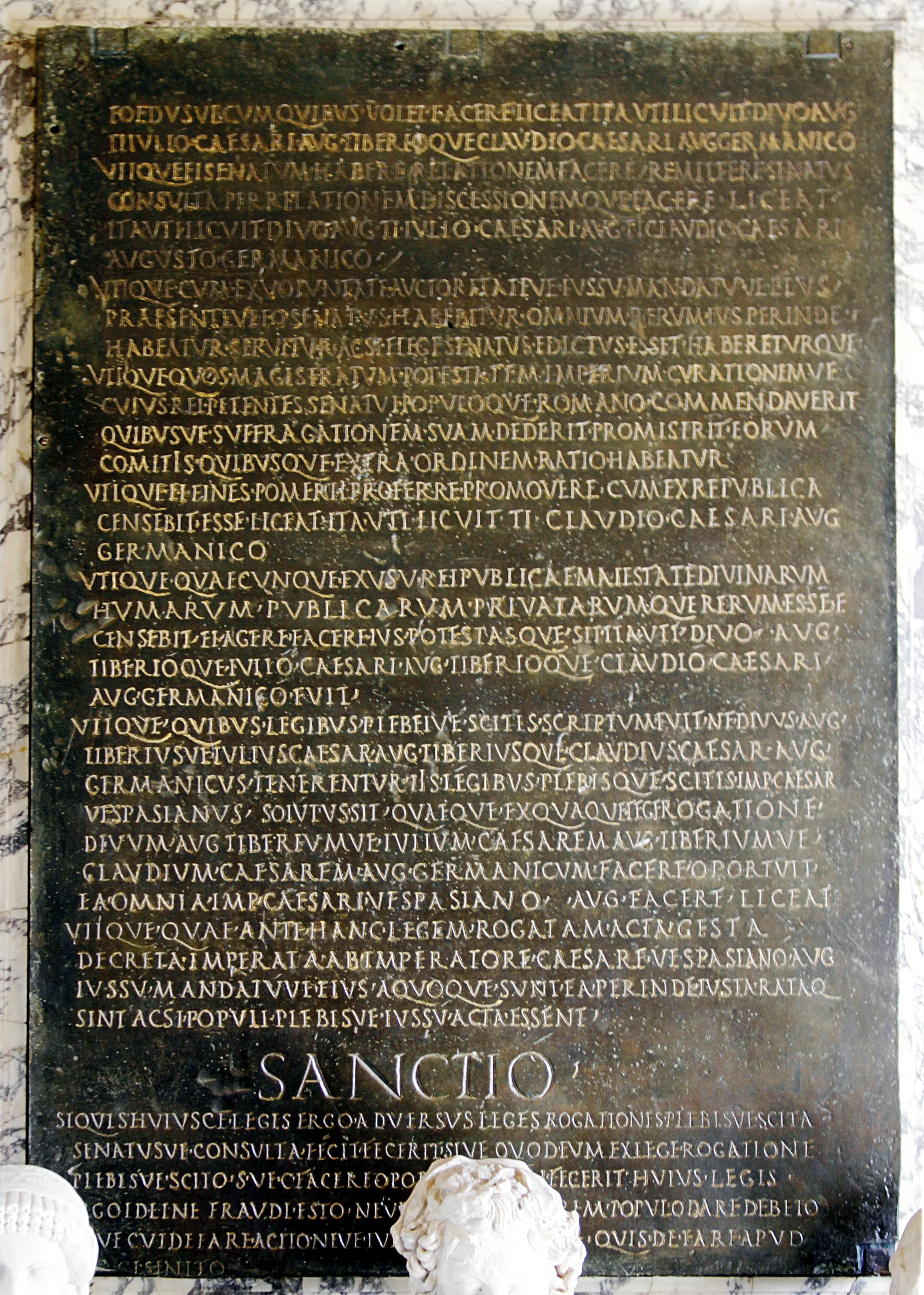
Tabla de bronce encontrada por Cola di Rienzo que contiene la Lex de Imperio Vespasiani. Museos Capitolinos, Roma. CIL VI, 930=31207; 1232=31538

La llamada Lex de Imperio Vespasiani, Ley del Poder de Vespasiano en latín, es una ley escrita en una tabla de bronce que confiere facultades constitucionales y privilegios a Vespasiano, concediéndole el imperium maius y la tribunicia potestas, tomando así el emperador de una vez todos los poderes imperiales.  Descubierta por Cola di Rienzo en la iglesia de San Juan de Letrán, estuvo expuesta allí hasta su traslado definitivo a los Museos Capitolinos de Roma. 

## Contexto de la ley
El comportamiento inicial de Vespasiano es ilustrativo de las nuevas bases sobre las que pretendió sustentar su poder. Proclamado emperador por las legiones de Oriente en julio del 69, no llegó a Roma hasta octubre del 70. Si la distancia de fechas es expresiva del valor que concedía al Senado y a la corte, es igualmente demostrativa de su visión de las atenciones prioritarias de un emperador, el cual debía estar presente allí donde lo exigieran las circunstancias más difíciles del Imperio. 
Durante ese largo año, Vespasiano permaneció en Oriente para consolidar la sumisión de los judíos, reorganizar Egipto y eliminar de una vez por todas el peligro parto.
Los diferentes experimentos abortados de gobierno sucedidos tras la muerte de Nerón exigían una redefinición del poder imperial para asegurar la autoridad del príncipe en Roma, Italia y el Imperio. Vespasiano, partiendo del modelo augústeo, decidió institucionalizar este poder con la intención de hacerlo legalmente absoluto, prescindiendo de las ambigüedades que lo disfrazaban con viejas formas republicanas. Se necesitaba, ante todo, una respuesta jurídica a la anarquía militar del año 69, a la corrupción, a la arbitrariedad y a la parcialidad.
A este respecto es reveladora la Lex de Imperio Vespasiani, la cual investía formalmente de poder al emperador, fijando sus límites. En el fragmento que se ha conservado se le confieren, en bloque y por “la voluntad del pueblo”, el imperium maius y la tribunicia potestas, pilares del poder imperial desde Augusto, junto a otras prerrogativas y privilegios destinados a convertirle, de facto, en un gobernante absoluto. A partir de Vespasiano quedaría fijada para el futuro, de forma oficial, la titulatura imperial: IMPERATOR·CAESAR·AVGVSTVS, como sucesor del primer emperador, tal y como presentaba a Vespasiano explícitamente la ley. 
El texto, a pesar de no habernos llegado completo, nos permite conocer el carácter institucional dado al poder imperial. La crítica moderna sostiene que esta ley era semejante a la del año 27 a. C. por la que se concedieron los poderes a Augusto, pero que incluía a la vez otros privilegios que fueron acumulando emperadores posteriores, como el derecho de ampliar el pomoerium de la ciudad, el de convocar al Senado y el de la consideración del emperador como persona que no está sujeta a las leyes, conteniendo también aportaciones personales de Vespasiano referentes al carácter que pretendía dar a su régimen.
El gobierno de Vespasiano se mantuvo con la asociación al poder de su hijo Tito, quien fue cónsul junto a su padre y tuvo el título de César desde el 69; en el 73 Tito compartió también con su padre el cargo de censor.  Estos mecanismos políticos no eran plenamente novedosos, ya que fueron empleados por Augusto y olvidados por los Julio-Claudios. Además, ahora tenían una significación nada dudosa de su valor como garantía para la continuidad del régimen.

## Texto de la Ley
Si el modelo de Vespasiano fue Augusto, con quien coincidía también en llegar al gobierno después de una guerra civil, desde Vespasiano desaparecen las ambigüedades augústeas de recubrir de formas republicanas realidades políticas nuevas. Las condiciones estaban maduras como para que Vespasiano y sus hijos se presentaran como auténticos gobernantes dotados del poder supremo por más que no llevaran el título de rex. El régimen era el de una monarquía en el sentido etimológico del término con viejas herencias de formas republicanas. 
El carácter del gobierno se comprende mejor al tener en cuenta que el emperador nombra a su propio consejo de asesores y al analizar la posición del Senado. En el 73-74, como ya se ha comentado, Vespasiano y Tito ejercieron la censura, magistratura desde la cual pudieron elegir un nuevo Senado, eliminando del mismo a disidentes e incorporando a muchos hombres nuevos reclutados entre las oligarquías itálicas y provinciales. Por otra parte, cuando guardan a veces algunas formalidades tradicionales como la de hacer consultas al Senado, éste actúa como el consejo particular ampliado; los senadores perdieron casi toda su capacidad política para ser destinados a responsabilidades administrativas.
El Texto latino conservado es el siguiente:

. . . . foedusque cum quibus uolet facere liceat ita, uti licuit diuo Aug(usto), Ti. Iulio Caesari Aug(usto), Tiberioque Claudio Caesari Aug(usto) Germanico, 
utique ei senatum habere, relationem facere, remittere, senatus consulta per relationem discessionemque facere liceat ita, uti licuit diuo Aug(usto), Ti. Iulio Caesari Aug(usto), Ti. Claudio Caesari Augusto Germanico, 
utique cum ex uoluntate auctoritateue iussu mandatuue eius praesenteue eo senatus habebitur, omnium rerum ius perinde habeatur seruetur, ac si e lege senatus edictus esset habereturque; 
utique quos magistratum potestatem imperium curationemue  cuius rei petentes senatui populoque Romano commendauerit quibusque suffragationem suam dederit promiserit, eorum comitis quibusque extra ordinem ratio habeatur,
utique ei fines pomerii proferre promouere, cum ex re publica censebit esse, liceat ita, uti licuit Ti. Claudio Caesari Aug(usto) Germanico,
utique quaecunque ex usu rei publicae maiestateque diuinarum humanarum publicarum priuatarumque rerum esse censebit, ei agere facere ius potestasque sit, ita uti diuo Aug(usto), Tiberioque Iulio Caesari Aug(usto), Tiberioque Claudio Caesari Aug(usto) Germanico fuit,
utique quibus legibus plebeiue scitis scriptum fuit, ne   diuus   Aug(ustus), Tiberiusue  Iulius  Caesar Aug(ustus), Tiberiusque Claudius Caesar Aug(ustus) Germanicus tenerentur, iis legibus plebisque scitis imp(erator) Caesar Vespasianus solutus sit, quaeque ex quaque lege rogatione diuum Aug(ustum), Tiberiumue Iulium Caesarem Aug(ustum), Tiberiumue Claudium Caesarem Aug(ustum) Germanicum facere oportuit, ea omnia imp(eratori) Caesari Vespasiano Aug(usto) facere liceat,
utique quae ante hanc legem rogatam acta gesta decreta imperata ab imperatore Caesare Vespasiano Aug(usto) iussu mandatuue eius a quoque sunt, ea perinde iusta rataq(ue) sint, ac si populi plebisue iussu acta essent
Sanctio
Si quis huiusce legis ergo aduersus leges rogationes plebisue scita senatusue consulta fecit fecerit, siue quod eum ex lege rogatione plebisue scito s(enatus)ue c(onsulto) facere oportebit, non fecerit huius legis ergo, id ei ne fraudi esto, neue quit ob eam rem populo dare debeto, neue cui de ea re actio neue iudicatio esto, neue quis de ea re apud [s]e agi sinito.
Lex de Imperio Vespasiani

En castellano:

....Que Vespasiano sea autorizado a hacer tratados con quien quiera, como el divino Augusto, Tiberio Julio César Augusto y Tiberio Claudio César Augusto Germánico.

Que pueda presidir el Senado, presentar o rechazar propuestas, votar senado-consultos por relatio o discessio, tal y como había sido establecido para el divino Augusto, Tiberio Julio César Augusto y Tiberio Claudio César Augusto Germánico.
Cuando por su voluntad, su autorización u orden el Senado celebre sesión sea ante su representante, sea ante él mismo, que tenga validez jurídica cuanto allí se decida y que se obedezca, como si el Senado hubiese sido convocado y hubiese actuado conforme a la ley.

En relación con los candidatos a una magistratura o a un desempeño importante por su potestas o su imperium, o a una curatio, a los que él haya recomendado ante el Senado o el pueblo romano, o a los que haya dado o prometido su sufragio, que se les tenga en cuenta fuera del orden normal de las elecciones.
Que le sea permitido restringir o aumentar los límites del poemerium cuando crea necesario hacerlo para el bien público, como le ha sido permitido antes a Tiberio Claudio César Augusto Germánico.
Que posea el derecho y el poder de cumplir y hacer cuanto considere útil para el bien público y la majestad de las cosas divinas, humanas, públicas o privadas, en la misma medida en que este derecho ha sido reconocido al divino Augusto, Tiberio Julio César Augusto y Tiberio Claudio César Augusto Germánico.
Que el emperador César Vespasiano sea dispensado de obedecer las leyes y plebiscitos de cuyo cumplimiento se eximió al divino Augusto, Tiberio Julio César Augusto y Tiberio Claudio César Augusto Germánico y todo lo que en virtud de una lex rogata les fue permitido a estos sea consentido hacer al César Vespasiano Augusto.
Y que los actos ejecutados, los decretos dictados por el emperador César Vespasiano Augusto, sea por orden suya o por orden de uno de sus delegados antes de esta lex rogata, que sean tenidos conformes con el derecho y ratificados come si hubiesen sido realizados por orden del pueblo o de la plebe.
Sanción:
Si alguno ha actuado o se propone actuar, conforme a esta ley, contra las leges rogatae, los plebiscitos o los senado-consultos, que no sufra perjuicio alguno, ni se de cuenta al pueblo ni se actúe ante nadie por esta causa, tampoco si no lo ha hecho conforme a esta ley, sino en virtud de una lex rogata, de un plebiscito o de un senado-consulto.
Lex de Imperio Vespasiani

## ¿LexoSenatus Consultum?
No existe otro documento epigráfico romano que haya levantado tanto debate y tanta polémica como la Lex de Imperio Vespasiani y su catalogación legal. No está claro todavía si se trata de una simple Lex, aprobada por las asambleas populares y posteriormente sancionada por el Senado, o un Senatus Consultum, una resolución del Senado, norma de mayor autoridad que las leges. De hecho, aunque las cláusulas en él siguen el patrón de una resolución senatorial —cada una de ellas introducida por utique, que depende de censuerunt—, sin embargo, la sanción anexa llama al documento "esta ley" (haece lex). Probablemente, la medida se enmarca como un decreto del Senado poco después de la muerte del predecesor de Vespasiano en el principado el 20 de diciembre de 69, que luego un magistrado, probablemente uno de los cónsules, propuso a la Asamblea Centuriada (comitios centuriata) para su promulgación. Con margen para el intervalo de costumbre, la ley debería haber sido promulgada a principios de enero del año 70 d. C. Algunos autores, sin embargo, consideran a la lex de imperio Vespasiani como un senadoconsulto con forma de lex pública o de Lex rogata.
Más allá de afirmar lo obvio, a saber, que el documento incorpora la legislación que confiere la autoridad suprema del Estado en Vespasiano como emperador, se entra en el terreno de las conjeturas, ya que no hay consenso de opinión sobre las siguientes alternativas: ¿Fue simplemente la inscripción una legislación especial aplicable sólo a Vespasiano o fue un ejemplo de una ley general que instauró el principio del poder de los emperadores? ¿Qué disposiciones se encontraban en la parte inicial, ahora desaparecidas, de la inscripción: la adjudicación del poder tribunicio (tribunicia potestas) y/o del imperium proconsular (proconsulare imperium)? ¿Fue concebido como un otorgamiento de prerrogativas particulares o constituye una aprobación general de habilitación? Tal vez en estas y otras preguntas, mientras que a nosotros nos dejan perplejos, no se molestó Vespasiano, que tan confiado estaba en la lealtad de sus legiones, porque, como Tácito observó más tarde, el secreto del poder imperial residía en el ejército, es decir, que un emperador podía nombrarse en otros lugares, no solo en Roma.

## Enlaces de interés
- http://www.archaeogate.org/iura/article.php?id=229 (en italiano)

- Datos: Q1334410
- Multimedia: Lex de imperio Vespasiani / Q1334410